# Isla de Gavi
Gavi es una estrecha isla italiana situada en el mar Tirreno. Con 700 metros de longitud es la menor de las islas Pontinas. Su costa es bastante escarpada y permanece inhabitada. De su fauna destacan los conejos y los escorpiones.
- Datos: Q1467793
- Multimedia: Gavi (island) / Q1467793